# Euthalia thieli
Euthalia thieli är en fjärilsart som beskrevs av Ribbe 1898. Euthalia thieli ingår i släktet Euthalia och familjen praktfjärilar. Inga underarter finns listade i Catalogue of Life.